# Nowiki (rejon świsłocki)
Nowiki (biał. Навікі; ros. Новики) – dawna wieś, od 1971 część wsi Chaniewicze na Białorusi, w obwodzie grodzieńskim, w rejonie świsłockim, w sielsowiecie Chaniewicze.
W dwudziestoleciu międzywojennym miejscowość leżała w Polsce, w województwie białostockim, w powiecie wołkowyskim, w gminie Łysków. 16 października 1933 utworzyła gromadę w gminie Łysków. Po II wojnie światowej weszła w struktury ZSRR.
15 listopada 1971 Nowiki włączono do Chaniewiczy.